# آدا پومتی
آدا پومتی (ایتالیایی: Ada Pometti؛ زادهٔ ۱۳ مهٔ ۱۹۵۵) بازیگر اهل ایتالیا است.
از فیلم‌ها یا برنامه‌های تلویزیونی که وی در آن نقش داشته‌است، می‌توان به قاتل پشت خط است، حکایت‌های عاشقانه، برادر تاتسیو، اهل ولتری، خدمتکار، گردشگران را اغوا می‌کند، یک پارچه جواهر، در غیر این صورت عصبانی میشیم، چهار مگس روی مخمل خاکستری، مکان قرار ملاقات و گربه نه‌دم اشاره کرد.